# Estrada Militar (Lisboa)
A Estrada Militar (oficialmente designada Estrada Militar do Recinto de Segurança do Sector Norte, mas, também conhecida por Estrada Militar Caxias-Sacavém ou Estrada Militar de Defesa de Lisboa) era uma estrada que circundava Lisboa, fazendo a interligação dos vários fortes e outros dispositivos de defesa integrados no Campo Entrincheirado de Lisboa (CEL).
A estrada delimitava o Recinto de Segurança do Sector Norte, área que correspondia ao dispositivo defensivo do CEL a norte do rio Tejo. Além de interligar várias fortificações, a própria Estrada Militar era protegida, ao longo de grande parte do seu curso, por parapeitos e trincheiras.

## História
A estrada começou a ser construída em 1863 foi terminada em 1902.
O Regulamento de 1902 caracterizava assim a 1.ª secção da Estrada Militar:
A estrada militar que, partindo do forte de D. Luiz I e passando à frente da povoação de Queijas, se dirige pela retaguarda do Moinho do Cartaxo ao Valle do Jamor, transpondo-o próximo de Vallejas, e cortando a estrada de Carnaxide a Queluz sobe, à serra de Alfragide, d’onde pelo Casal da Serra segue pela frente da povoação de A da Maia ao Casal de Cannas, e atravessando a estrada de Lisboa a Cintra à frente de Bemfica, passando pelos Arneiros, Casal do Falcão, Pontinha se dirige pela Malpenteada, Pentieira, Costa da Luz ao Valle de Forno, quilometro 18, próximo da calçada de Carriche.
A 2ª secção da estrada iniciava-se na Calçada de Carriche, passava pelo Forte de D. Carlos I, na Ameixoeira e terminava no Forte do Monte Sintra, em Sacavém.
Grande parte da Estrada Militar — nomeadamente o seu troço entre Benfica e Sacavém — foi aproveitado, a partir de 1886, para ser incorporado na nova Estrada da Circunvalação de Lisboa, passando a ter uso civil, além do militar.
A progressiva desativação do Campo Entrincheirado de Lisboa, a seguir à Primeira Guerra Mundial, provocou a diminuição da importância militar da estrada. A mesma, no entanto, só acabaria por deixar de estar completamente sujeita a servidão militar em 1965.
A construção do Aeroporto de Lisboa e outras construções decorrentes da expansão urbana de Lisboa interromperam a antiga estrada em vários locais. Hoje em dia, mantêm-se várias secções integradas em arruamentos de Lisboa. A maior delas, entre a Calçada de Carriche e Benfica, ainda mantém a toponímia "Estrada Militar", além de manter um pouco do ambiente campestre que rodeava, inicialmente, a estrada.

## Bairros da Estrada Militar
Junto à Estrada Militar foram construídos vários bairros informais, especialmente no trecho entre as Portas de Benfica e a Estação da Damaia. Nestes bairros — Fontainhas, Bairro Novo das Fontainhas, 6 de Maio e Estrela d’África — vive grande parte da comunidade caboverdiana de Lisboa.